# HA(it)
|  | Sammenskrivningsforslag Artiklen HA(it) er foreslået føjet ind i HA(it.). (Siden november 2021) Diskutér forslaget |

HA (it), tidligere HA(dat), er en kombinationsuddannelse under Erhvervsvidenskabelig Afgangseksamen.
Uddanelsens naturlige overbygning er cand.merc.it.

## Mennesker, virksomheder og it
Studiets omdrejningspunkt er, hvordan mennesker, virksomheder og organisationer kan anvende it. Derfor lærer man på HA(it) bl.a. om:
- samspillet mellem organisationer og it-systemer
- virksomheders og samfundets økonomi, og hvordan it-systemer samt tilknyttede forandringer kan indgå i en frugtbar organisationsudvikling
- design og udvikling af tidssvarende it-systemer

Studiet kan læses på CBS og AU.

## Adgangskrav
For at blive optaget på studiet skal man have en adgangsgivende eksamen med minimum følgende fag og niveauer, der alle skal være bestået med min. 2,0 (7-trinsskala) eller 6,0 (13-skala), medmindre andet er angivet:
- Dansk på A niveau
- Matematik på B niveau
- Engelsk på B niveau
- Et af følgende fag: Historie/Samfundsfag/Samtidshistorie/International økonomi/Idéhistorie på B niveau